# 臍帯静脈
臍帯静脈（さいたいじょうみゃく）は、単に臍静脈ともいい、胎児期において、胎盤から胎児へ血液を送る静脈。
臍を通って胎児の体内に入り、肝臓の下で門脈または下大静脈に合流する。臍帯動脈は2本であるが臍帯静脈は1本である。臍帯内では臍帯動脈とらせんを描くように絡み合っている。名前は静脈であるが、中を流れる血液は酸素分圧が高い動脈血（通常の体動脈内を流れる血液）である。

## 胎児循環
臍帯静脈は、絨毛膜での胎児と母体の血液交換によって得られた酸素と栄養分に富んだ血液を運ぶ。
胎児の肝循環の3分の2以上は門脈本幹を経由し、残りは左門脈から静脈管を経由して下大静脈にシャントされ、最終的には胎児の右心房に送られる。

## 閉鎖
通常、臍帯動脈が閉鎖した後に臍帯静脈が閉鎖する。
これにより、胎盤と胎児の心臓の連絡が長くなり、残った血液を胎盤から胎児に自動輸血することができる。
生後1週間以内に、新生児の臍帯静脈は完全に消失し、その代わりに肝円索と呼ばれる繊維質の紐が伸びる。
この靭帯は臍帯から肝門部まで伸びており、肝鎌状間膜と結合して左肝葉の S4（内側区域）と S2・S3（外側区域）とを分けている。

## 臍帯静脈カテーテル
新生児では、生後 1 週間以上は臍帯静脈が開存している。
この臍帯静脈にカテーテルを留置して、迅速に静脈にアクセスすることができる。
赤芽球症や溶血性疾患の場合、定期的な輸血を行う場所として使用することができる。
また、中心静脈圧を測定するためのルートにもなる
。

## その他の画像

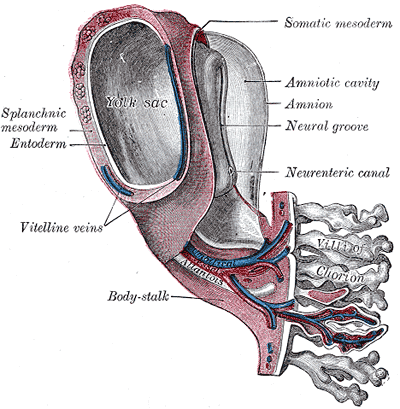
1.3 mm 長のヒト胚のモデル
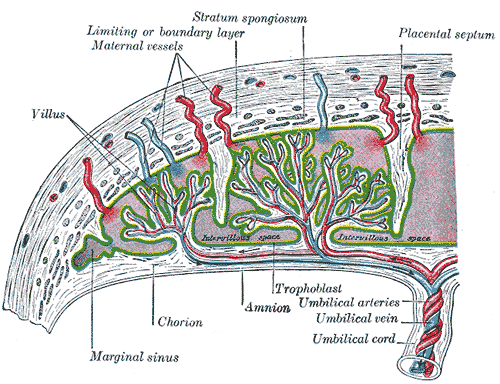
胎盤循環の仕組み
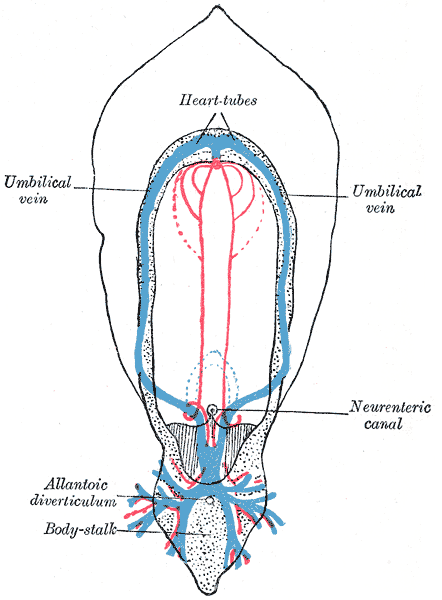
血管の図（2週目のヒト胚）
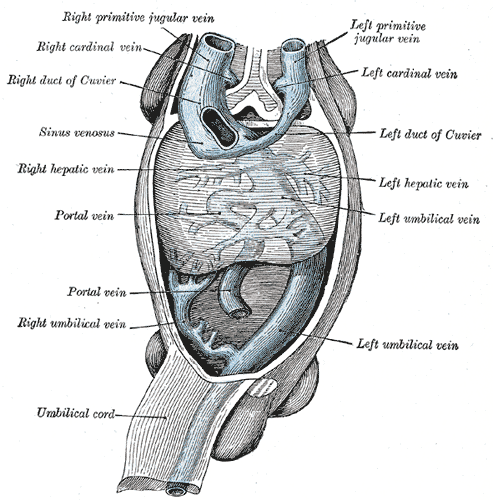
心臓と前体壁を取り除き、静脈洞とその支流を示したヒト胚
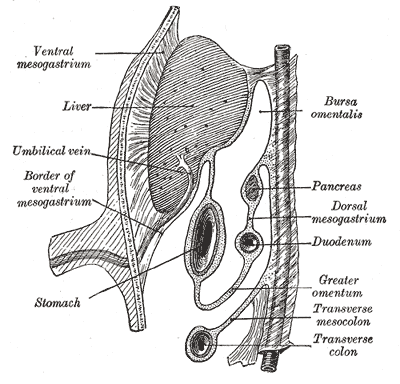
卵巣嚢の模式図（8週目のヒト胚）
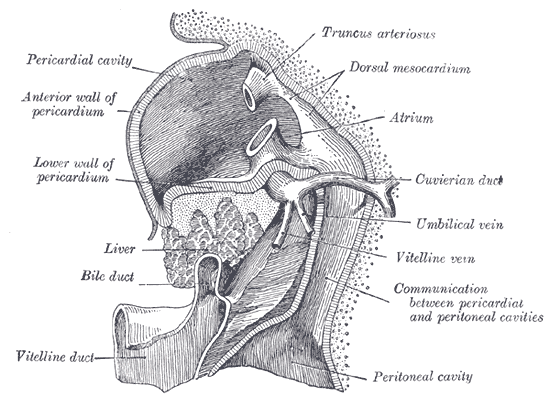
肝臓と横中隔（3 mm 長のヒト胚）
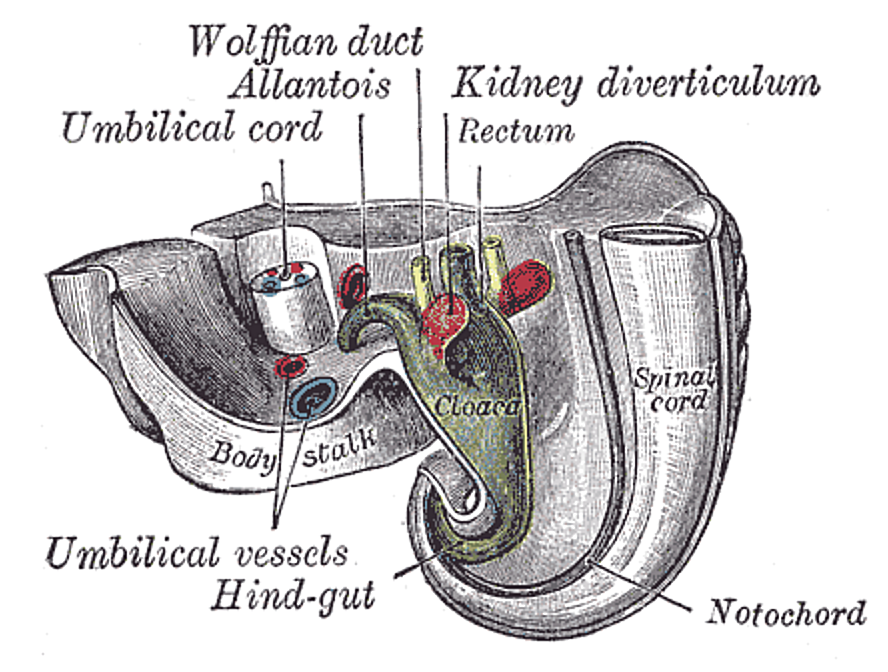
尾端（発生25–29日目のヒト胚）
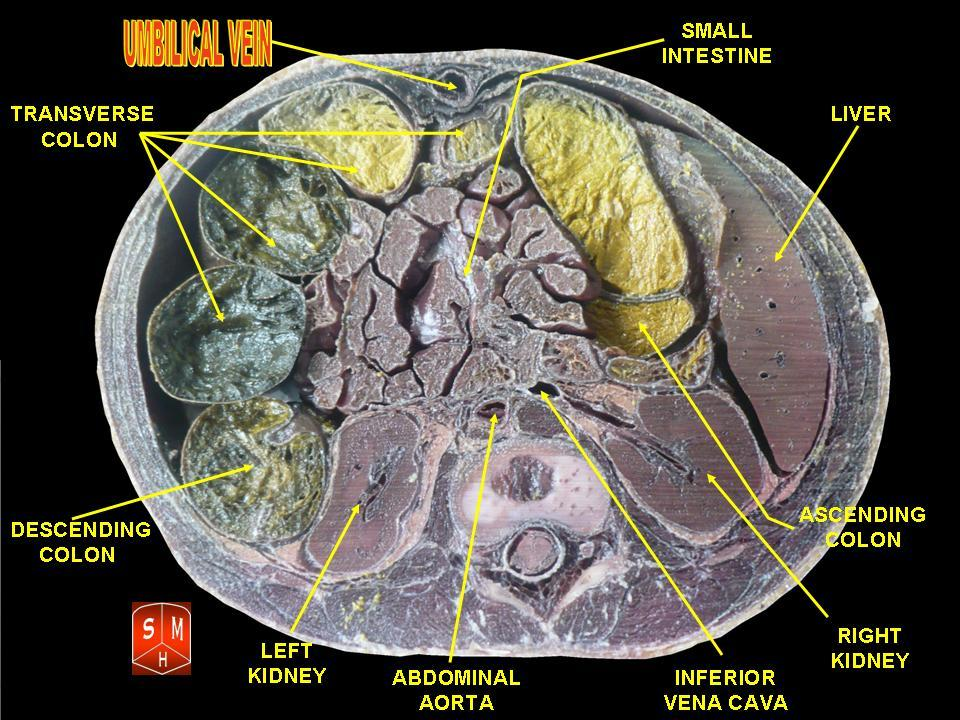
臍帯静脈
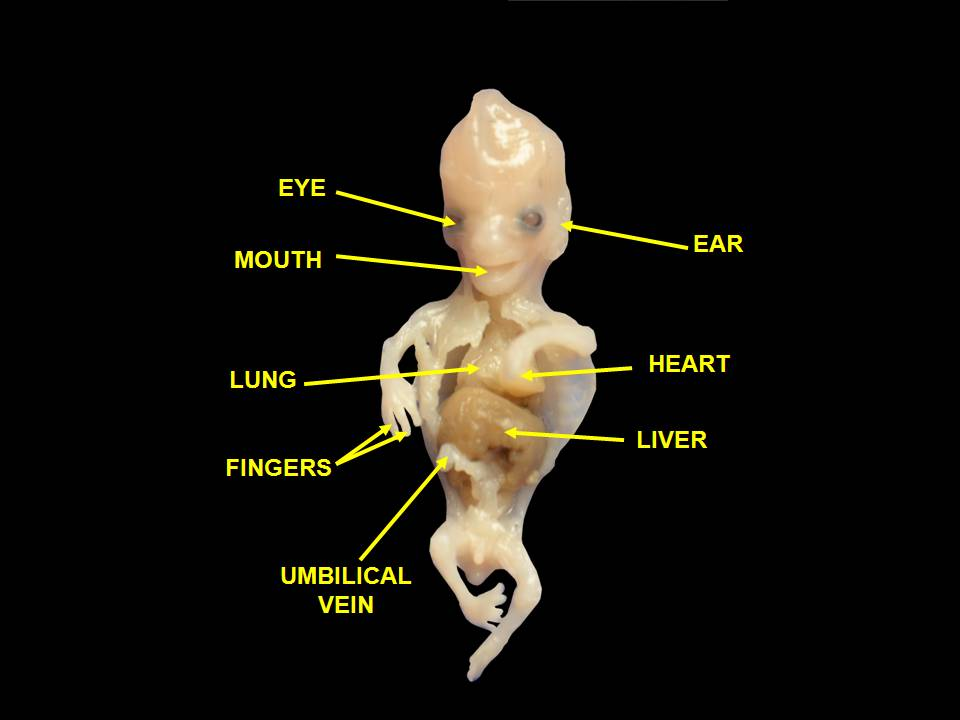
ヒト胚（38 mm 長、8–9週）